# Автошлях E84
Європейський маршрут Е84 — європейський автомобільний маршрут категорії А на північному заході Туреччини, що з'єднує міста Кешан і Бешикташ. Довжина маршруту — 163 км.
Маршрут проходить через місто Стамбул.
E84 пов'язаний з маршрутами
- E90
- E87
- E80

## Див. Також
- Список європейських автомобільних маршрутів